# Halo: Nightfall
Halo: Nightfall ist eine US-amerikanische Action-Miniserie von Produzent Ridley Scott und Regisseur Sergio Mimica-Gezzan. Es handelt sich um einen Ableger des Computerspielfranchises Halo.

## Handlung
Die Handlung ist zeitlich vor dem Computerspiel Halo 5 angesiedelt und handelt von Agent Jameson Locke, einem Menschenjäger und Agenten des Office of Naval Intelligence (ONI). Die Menschen haben das Weltall kolonialisiert und streiten sich nun um die Herrschaft zusammen mit einer feindlichen Alienrasse. Davor hatte es ein Friedensabkommen gegeben, doch seit einige Terroranschläge die Beziehungen stören sucht Jameson Locke mit seinem Team nach Hinweisen auf der entfernten Kolonie Sedra, während sie in einen biologischen Angriff involviert werden.

## Episodenliste
| Nr. | Titel                    | Erstausstrahlung |
| --- | ------------------------ | ---------------- |
| 1   | It’s Only Just Beginning | 11. Nov. 2014    |
| 2   | Sourced from Hell        | 18. Nov. 2014    |
| 3   | Lifeboat Rules           | 25. Nov. 2014    |
| 4   | Gods of the Damned       | 2. Dez. 2014     |
| 5   | Devil Take the Hindmost  | 9. Dez. 2014     |

## Auszeichnungen
- Gewinner Golden Reel Award Best Sound Editing – Computer Episodic Entertainment

## Produktionsnotizen
Die Serie diente der Computerspielreihe als Einführung und Vorgeschichte der Figur Jameson Lockes, die in Halo 5 zu den Hauptfiguren zählt. Am 11. November 2014 wurde sie zunächst als Teil der Halo: The Masterchief Collection und über den Halo Waypoint exklusiv für die Spielkonsolen Xbox 360 und Xbox One veröffentlicht. Ab März 2015 wurde sie auch für andere Streaminganbieter freigegeben und auf Blu-ray und DVD veröffentlicht.

## Rezeption
Für Michael Sosinka von GameZone sei kaum sichtbar, wo das 70 Millionen US-Dollar Budget eingesetzt wurde. Es habe die Qualität einer billigen TV-Produktion. Auch bekannte Elemente aus den Spielen wie sie in Halo 4: Forward Unto Dawn verwendet wurden, kamen kaum zum Einsatz. Die Soldaten seien austauschbar. Die Geschichte sei nicht spannend erzählt und auch stark verbraucht.